# Gerichtsbezirk Lambach
Der Gerichtsbezirk Lambach war ein dem Bezirksgericht Lambach unterstehender Gerichtsbezirk im politischen Bezirk Wels-Land (Bundesland Oberösterreich). Der Gerichtsbezirk war neben dem Gerichtsbezirk Wels einer von zwei Gerichtsbezirken im politischen Bezirk Wels-Land und wurde per 1. Jänner 2013 dem Gerichtsbezirk Wels zugeschlagen.

## Geschichte
Der Gerichtsbezirk wurde am 4. Juli 1850 mit einem Erlass des Oberlandesgerichtes Linz aus den 34 Steuergemeinden Aichkirchen, Almegg, Au, Bachloh, Bachmanning, Bergham, Breitenau, Edt, Felling, Großkrottendorf, Hammersedt, Humpelberg, Kemathen, Köstlwang, Kreisbichl, Krerham, Lambach, Mayrlambach, Meggenhofen, Neydharting, Neukirchen, Oberaustall, Offenhausen, Pfarrhofsberg, Schnelling, Stadl-Hausruck, Stadl-Traun, Staffel, Steinerkirchen (Traunkreis), Steinerkirchen (Hausruckkreis), Straß, Wilhelmberg, Wimsbach und Würting gebildet.
Der Gerichtsbezirk bildete im Zuge der Trennung der politischen von der judikativen Verwaltung
ab 1868 gemeinsam mit den Gerichtsbezirken Wels, Eferding, Waizenkirchen und Grieskirchen den Bezirk Wels.
1907 bzw. 1911 wurden jedoch die Gerichtsbezirke Eferding, Grieskirchen und Waizenkirchen vom Bezirk Wels abgespalten.
Der Gerichtsbezirk Lambach selbst veränderte sich ebenfalls durch die Verlegung von Gemeinden in andere Gerichtsbezirke. So wurde per 19. März 1870 die Gemeinde Meggenhofen und per 12. Dezember 1907 die Gemeinde Steinerkirchen am Innbach an den Gerichtsbezirk Grieskirchen abgegeben, Lambach erhielt wiederum per 1. Jänner 1915 die Gemeinde Eberstalzell vom Gerichtsbezirk Kremsmünster. Durch diese Gebietsveränderungen und wiederholte Gemeindezusammenlegungen reduzierte sich die Zahl der Gemeinde im Laufe der Zeit von 34 auf 11.
Am 1. Jänner 2013 wurde der Gerichtsbezirk aufgelöst und die Gemeinden dem Gerichtsbezirk Wels zugewiesen.

## Gerichtssprengel
Der Gerichtssprengel umfasste mit den elf Gemeinden Aichkirchen, Bachmanning, Bad Wimsbach-Neydharting, Eberstalzell, Edt bei Lambach, Lambach, Neukirchen bei Lambach, Offenhausen, Pennewang, Stadl-Paura und Steinerkirchen an der Traun den südwestlichen Teil des Bezirkes Wels-Land.